# إيزابيلا غارسيا
إيزابيلا غارسيا (بالبرتغالية: Isabela Garcia‏) هي ممثلة برازيلية، ولدت في 11 يونيو 1967 في ريو دي جانيرو في البرازيل.

## وصلات خارجية
- إيزابيلا غارسيا على موقع IMDb (الإنجليزية)
- إيزابيلا غارسيا على موقع ألو سيني (الفرنسية)
- إيزابيلا غارسيا على موقع قاعدة بيانات الفيلم (الإنجليزية)
- إيزابيلا غارسيا على موقع كينوبويسك (الروسية)